# 淳于晏
淳于晏，五代十国后唐将领，登州（今山东省烟台市蓬莱区）人。
淳于晏以明经登第，霍彦威（李绍真）为小校，淳于晏寄食于门下。霍彦威因兵败，独自脱身，左右没人跟从，只有淳于晏杖剑徒步跟随，霍彦威于是对他很好。淳于晏历任数镇从事，军府私门之事，都取决于淳于晏；虽是幕宾，有如家宰。尔后公侯门客，往往效仿他，当时称他为“效淳”。霍彦威任职称治，因淳于晏之力。邺都兵变时，武宁节度监军宦官认为霍彦威跟随着李嗣源，阴谋杀害原来跟从霍彦威的将士，占据彭城来抗拒霍彦威。权知留后淳于晏率领诸位将领先杀了监军。